# 자베이구

자베이 구의 위치

자베이구(한국어: 갑북구, 중국어 간체자: 闸北区, 정체자: 閘北区)는 중화인민공화국 상하이시에 위치한 시할구였다. 넓이는 29km2이고, 인구는 2007년 기준으로 700,000명이다. 2015년 11월 4일, 징안구에 합병되었다.

## 지리
양푸 구는 상하이시 중심에서 북쪽에 위치하며, 쑤저우허 연안에 위치하고 있다. 남동쪽으로는 황푸 구(黄浦区)와 남쪽으로 징안 구(静安区), 북쪽으로 바오산 구(宝山区)가 있고, 동쪽으로 훙커우 구(虹口区)와 서쪽으로는 푸퉈 구(普陀区)가 접한다.

## 행정 구역
하부에 8개의 가도와 1개의 진을 관할한다.
- 가도
  - 天目西路街道
  - 北站街道
  - 寶山路街道
  - 芷江西路街道
  - 共和新路街道
  - 大寧路街道
  - 彭浦新村街道
  - 臨汾路街道
- 진
  - 彭浦鎭

## 교육
자베이구는 많은 교육기관이 있는 교육의 중심지이기도 하다.

### 초등학교
- 闸北区一中心小学
- 闸北区三中心小学
- 闸北区实验小学
- 大宁路小学
- 大宁路第二小学
- 延长路小学
- 万荣路小学
- 洛川东路小学
- 柳营新村小学
- 和田路小学
- 大宁国际小学

## 중학교
- 朝阳中学
- 青云中学
- 上海市第十七中学
- 上海市第六十中学
- 彭浦中学
- 育群中学
- 田家炳中学
- 向东中学
- 市北中学
- 民办精文中学
- 风华中学
- 上海市民办风范中学
- 和田中学
- 民办当代中学
- 上海大学市北附属中学
- 新中中学
- 恒丰中学

### 대학교
- 상하이경제관리진수학원(上海现代经济管理进修学院)
- 상하이 대학(上海大学)

## 자매도시
- 대한민국 부산광역시 사하구 - 2009년 10월 19일